# Rempart de la Tour
Le rempart de la Tour est un site médiéval classé comprenant un ancien rempart et la base d'une tour défensive ainsi que le nom d'une rue situés dans la ville de Ciney en Belgique (province de Namur).  

## Localisation
Le rempart de la Tour se situe le long de la rue éponyme. La base de la tour se trouve au carrefour avec la petite rue Saint-Joseph menant au stade de Ciney

## Historique
Depuis ses origines, Ciney était une Bonne ville de la principauté de Liège. Située aux confins du comté de Namur et duché de Luxembourg, la cité est plusieurs fois incendiée comme en 1276 lors de la Guerre de la vache. Le prince-évêque de Liège Adolphe de La Marck fait ériger une muraille autour de la ville à partir de 1321. Cette enceinte fortifiée comporte alors huit tours et trois portes d'entrée. Elle est progressivement détruite au XVIe siècle par les Français et au XVIIe siècle par les Français et les Autrichiens. 
Le rempart et la base de la tour situés Rempart de la Tour comptent parmi les rares vestiges de cette enceinte médiévale qui mesurait environ 1 200 m et protégeait une superficie intra muros de plus ou moins 10 hectares. Ce rempart de la Tour occupait la partie nord de l'enceinte.

## Description
Sur le côté nord de (la rue) Rempart de la Tour, se dresse un long tronçon de la base du mur d'enceinte (courtine) en pierre calcaire (environ 140 m entre l'avenue de Namur et la rue Saint-Joseph et 20 m au delà de cette rue). La base circulaire (diamètre d'environ 10 m) de la tour d'angle réduite à une hauteur de 2,50 m est comblée par un terre-plein planté d'un tilleul au XIXe siècle. La muraille est épaisse de 1,20 m à la tour et de 2,30 m à la courtine. De l'autre côté de la rue, bordant l'institut de la Providence (entrée 7) et en face de la tour, se dresse un autre pan du rempart
formant un angle.

## Classement
Une partie des anciens remparts et de la tour, rue des Récollets et le rempart de la Tour sont repris sur la liste du patrimoine immobilier classé de Ciney depuis le 30 août 1982. 

### Source et lien externe
- Site du centreculturel.ciney.be